# 1878 na ciência

## Eventos
- Observação ou predição dos elementos químicos Itérbio[1] e Hólmio[2]

## Nascimentos
| Data        | Nome              | Profissão | Nacionalidade                         | Observações                                                         | Ref               |
| ----------- | ----------------- | --------- | ------------------------------------- | ------------------------------------------------------------------- | ----------------- |
| 16 de abril | Owen Thomas Jones | geólogo   | Reino Unido da Grã-Bretanha e Irlanda | m. 1967 Medalha Lyell 1926 Medalha Wollaston 1945 Medalha Real 1956 | [ 3 ] [ 4 ] [ 5 ] |

## Mortes
| Data           | Nome                  | Profissão | Nacionalidade    | Observações                    | Ref   |
| -------------- | --------------------- | --------- | ---------------- | ------------------------------ | ----- |
| 22 de setembro | Richard John Griffith | geólogo   | Reino da Irlanda | n. 1784 Medalha Wollaston 1854 | [ 4 ] |

## Prémios
Medalha Copley
- Jean-Baptiste Boussingault[6]